# Akkanbourlouk
L'Akkanbourlouk (en russe Акканбурлук) est une rivière du Kazakhstan, qui coule sur le territoire de l'oblys du Kazakhstan-Septentrional. C'est un affluent de l'Ichim dans lequel il se jette en rive droite. C'est donc un sous-affluent de l'Ob par l'Ichim, puis par l'Irtych.

## Géographie
L'Akkanbourlouk prend sa source dans le sud-ouest de l'oblys du Kazakhstan-Septentrional. Il coule globalement du nord-est vers le sud-ouest au travers d'une région steppique et aride. Il se jette dans l'Ichim en rive droite, après avoir baigné la petite ville de Rouzaïevka.
La rivière est habituellement prise par les glaces depuis la fin du mois de novembre jusqu'au mois d'avril. En hiver, l'arrêt de l'écoulement est souvent total.

## Hydrométrie - Les débits à Grigorievka
Le débit de l'Akkanbourlouk a été observé pendant 40 ans (entre 1938 et 1987) à Grigorievka, petite localité située à 12 km de son confluent avec l'Ichim, et à une altitude de 185,5 m. 
Le débit inter annuel moyen ou module observé à Grigorievka durant cette période était de 5,61 m3/s pour une surface de drainage prise en compte de 5 820 km2, soit la quasi-totalité du bassin versant de la rivière. La lame d'eau écoulée dans ce bassin atteint ainsi le chiffre de 29,4 millimètres par an, ce qui peut être considéré comme très médiocre, mais correspond aux mesures effectuées sur d'autres cours d'eau de cette région aride. 
Rivière alimentée avant tout par la fonte des neiges, l'Akkanbourlouk est un cours d'eau de régime nival de plaine. 
Les hautes eaux se déroulent au printemps, de fin mars à début mai, ce qui correspond à la fonte des neiges. Au mois de mai, le débit plonge et s'effondre presque totalement en juin, ce qui constitue le début de la période des basses eaux. Celle-ci a lieu de juin à février-mars inclus, avec un long plancher de décembre à février, lié au gel de l'hiver. 
Le débit moyen mensuel observé en février (minimum d'étiage) est de 0,02 m3/s (20 litres), soit moins de un millième du débit moyen du mois d'avril (51,6 m3/s), ce qui témoigne de variations saisonnières d'amplitude extrêmement élevées, typiques des régions arides du centre-nord du Kazakhstan. Ces écarts de débit mensuel peuvent encore être plus marqués d'après les années : sur la durée d'observation de 40 ans, le débit mensuel minimal a été de 0,00 m3/s à de nombreuses reprises, entre décembre et mars, tandis que le débit mensuel maximal s'élevait à 122 m3/s en avril 1959.